# (13475) Орест
(13475) Орест (др.-греч. Ὀρέστης) — типичный троянский астероид Юпитера, движущийся в точке Лагранжа L4, в 60° впереди планеты. Астероид был открыт 19 сентября 1973 года голландскими астрономами К. Й. ван Хаутеном, И. ван Хаутен-Груневельд и Томом Герельсом в Паломарской обсерватории и назван в честь Ореста, одного из персонажей древнегреческой мифологии.

Орбита астероида Орест и его положение в Солнечной системе